# Fredric March
Ernest Frederick McIntyre Bickel (Racine, Wisconsin, 31 de Agosto de 1897 — Los Angeles, 14 de Abril de 1975) foi um ator estadunidense, vencedor de dois Óscares e dois Tonys. É o único ator a ter vencido os mais prestigiados prêmios tanto do teatro quanto do cinema norte-americanos por mais de uma vez.

## Biografia
Frequentou a escola primária de Winslow Elementary School, e depois o secundário na Racine High School e, finalmente, a Universidade do Wisconsin, onde foi membro da fraternidade Delta Alpha Phi. Começou sua vida profissional como bancário, mas uma apendicectomia de emergência o fez reavaliar sua vida e, em 1920, começou a trabalhar como figurante de filmes em Nova Iorque, enquanto adotou uma forma abreviada do nome de solteira de sua mãe: Marcher. Estreou na Broadway em 1926 e, ao final da década de 1920, assinou um contrato como ator com a Paramount Pictures.
March ganhou uma indicação para o Oscar de 1930, por sua atuação em The Royal Family of Broadway, no qual fez um papel baseado em John Barrymore. Ganhou a estatueta de melhor ator em 1932 por Dr. Jekyll and Mr. Hyde, e novamente em 1946 por The Best Years of Our Lives. Na cerimônia de entrega dos prémios de 1954, March foi o anfitrião, durante o 26ª Óscar.

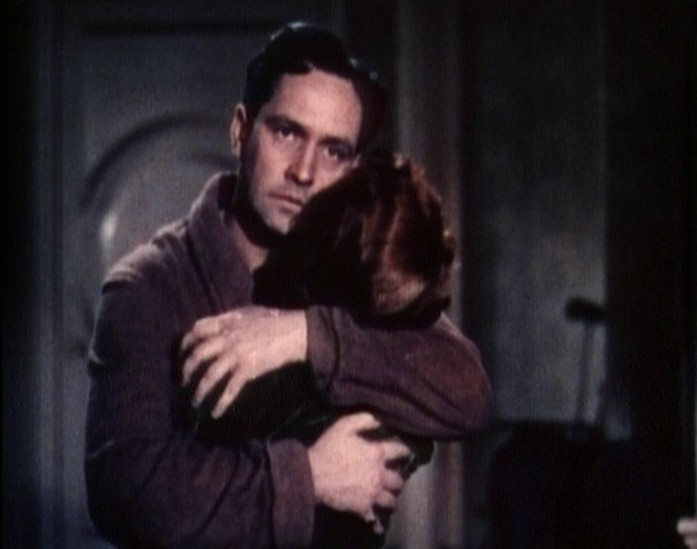
March em A Star is Born (1937)

Foi um dos poucos atores que resistiram em assinar contratos de longo prazo com os estúdios, o que lhe permitiu trabalhar independentemente e escolher os papéis que lhe eram oferecidos, ao tempo em que evitava a imposição deles. Ao tempo em que atuava no cinema manteve também sua carreira na Broadway, e sua produção de filmes não foi tão prolífica quanto a de outros atores.
Entretanto, March ganhou duas vezes o Prêmio Tony de Melhor Ator: em 1947, na peça Years Ago, escrita por Ruth Gordon; e em 1957, pela produção da Broadway de Eugene O'Neill - Long Day's Journey Into Night.
Amigo do dramaturgo Arthur Miller, ele foi o favorito do escritor para interpretar "Willy Loman", personagem principal de Death of a Salesman (A Morte do Caixeiro-Viajante), vencedora do Prêmio Pulitzer de 1949. O diretor Elia Kazan, porém, preferiu lançar Lee J. Cobb como Willy Loman, e Arthur Kennedy no papel do filho Biff Loman. March veio depois a estrelar o papel na versão cinematográfica de 1951 da Columbia Pictures, dirigida por Laslo Benedek.
Talvez o maior papel de sua vida madura tenha ocorrido em Inherit the Wind (1960), em que atuou ao lado de Spencer Tracy.
Quando submeteu-se a uma cirurgia para câncer na próstata, em 1972, parecia que sua carreira havia se encerrado, mas conseguiu ainda um grande desempenho em The Iceman Cometh, como um complicado barman irlandês, chamado Harry Hope. Ironicamente o filme foi co-estrelado por Robert Ryan, que estava entrando na fase terminal de um câncer de pulmão - sendo esta a última obra dos dois atores.
Fredric March morreu em Los Angeles, Califórnia, na idade de 77 anos, de câncer. Foi casado com a atriz Florence Eldridge, desde 1927 até sua morte. Tiveram 2 filhos, adotados.
Ele e a esposa eram filiados ao Partido Democrata e defendiam políticas liberais. Seu apoio ao lado Republicano durante a Guerra Civil Espanhola (Segunda República Espanhola) é algo controverso.
March tem uma estrela na Calçada da Fama de Hollywood, no número 1616 da Vine Street.

### Prêmios e indicações
Óscar
- 1952 Nomeado por Death of a Salesman
- 1947 Vencedor por The Best Years of Our Lives
- 1938 Nomeado por A Star Is Born
- 1932 Vencedor por Dr. Jekyll and Mr. Hyde
- 1931 Indicado por The Royal Family of Broadway

Globo de Ouro
- 1965 Nomeado por Seven Days in May
- 1960 Nomeado por Middle of the Night
- 1952 Vencedor por Death of a Salesman

Primetime Emmy Awards
- 1957 Nomeado por Producers' Showcase
- 1955 Nomeado por Shomer of Stars e The Best of Broadway

BAFTA Awards
- 1961 Nomeado por Inherit the Wind (1960)
- 1955 Nomeado por Executive Suite
- 1953 Nomeado por Death of a Salesman

Berlin International Film Festival
- 1960 Vencedor por Inherit the Wind (1960)

David di Donatello Awards
- 1964 Vencedor por Seven Days in May

New York Film Critics Circle Awards
- 1946 Nomeado por The Best Years of Our Lives

## Filmografia parcial
- The Great Adventure (1921)
- Paying the Piper (1921)
- The Education of Elizabeth (1921)
- The Devil (1921)
- The Dummy ("Assim Falou o Mundo") (1929)
- The Wild Party ("Garotas na Farra") (1929)
- The Studio Murder Mystery (1929)
- Paris Bound (1929)
- Jealousy ("Ciúmes") (1929)
- Footlights and Fools (1929)
- The Marriage Playground (1929)
- Sarah and Son ("Sarah e Seu Filho") (1930)
- Paramount on Parade (1930)
- Ladies Love Brutes (1930)
- True to the Navy (1930)
- Manslaughter ("O Melhor da Vida") (1930)
- Laughter (1930)
- The Royal Family of Broadway (1930)
- Honor Among Lovers (1931)
- Night Angel (1931)
- My Sin (1931)
- Dr. Jekyll and Mr. Hyde ("O Médico e o Monstro") (1931)
- Strangers in Love (1932)
- Merrily We Go to Hell (1932)
- Make Me a Star (1932) (Cameo)
- Smilin' Through ("O Amor que Não Morreu") (1932)
- The Sign of the Cross ("O Sinal da Cruz") (1932)
- Tonight Is Ours (1933)
- The Eagle and the Hawk (1933)
- Design for Living (1933)
- All of Me (1934)
- Death Takes a Holiday (1934)
- Good Dame (1934)
- The Affairs of Cellini ("As Aventuras de Cellini") (1934)
- The Barretts of Wimpole Street ("A Família Barret") (1934)
- Les Misérables ("Os Miseráveis") (1935)
- Anna Karenina ("Ana Karenina") (1935)
- We Live Again (1935)
- The Dark Angel ("Anjo das Trevas") (1935)
- Mary of Scotland (1936)
- Anthony Adverse ("Adversidade") (1936)
- A Star Is Born ("Nasce uma Estrela") (1937)
- Nothing Sacred ("Nada é Sagrado") (1937)
- The Buccaneer ("Lafitte, o Corsário") (1938)
- Susan and God (1940)
- One Foot in Heaven ("Com um Pé no Céu") (1941)
- So Ends Our Night ("Náufragos") (1941)
- I Married a Witch ("Casei-me com uma Feiticeira") (1942)
- The Adventures of Mark Twain ("As Aventuras de Mark Twain") (1944)
- The Best Years of Our Lives ("Os Melhores Anos de Nossas Vidas") (1946)
- Christopher Columbus (1949)
- Death of a Salesman ("A Morte de um Caixeiro Viajante") (1951)
- Man on a Tightrope - ("Os Saltimbancos") - (1953)
- Executive Suite ("Um Homem e Dez Destinos") (1954)
- The Desperate Hours (1955)
- The Bridges at Toko-Ri - ("As Pontes de Toko-Ri") (1955)
- The Man in the Gray Flannel Suit ("O Homem do Terno Cinzento") (1956)
- Middle of the Night (1959)
- Inherit the Wind ("O Vento Será Tua Herança") (1960)
- The Young Doctors ("Preceito de Honra") (1961)
- Sequestrati di Altona - ("Os Sequestradores de Altona") - (1962)
- Seven Days in May ("Sete Dias de Maio") (1964)
- Hombre (1967)
- …tick…tick…tick… (1970)
- The Iceman Cometh ("O Geleiro Chega") (1973)